# 長尾敬
長尾 敬（ながお たかし、1962年〈昭和37年〉11月29日 - ）は、日本の政治家。自由民主党所属の元衆議院議員（3期）。
内閣府大臣政務官、自由民主党副幹事長を歴任した。

## 経歴
東京都立保谷高等学校を経て、1986年（昭和61年）、立命館大学経営学部経営学科を卒業、明治生命保険相互会社に入社。
2002年（平成14年）8月　明治生命保険相互会社退社。同年9月、民主党大阪14区総支部長に就任。翌2003年（平成15年）11月9日の第43回衆議院議員総選挙に、民主党公認候補として立候補したが、78,654票で次点で落選。
2005年（平成17年）9月11日の第44回衆議院議員総選挙に、民主党公認候補として立候補したが、89,142票で次点で落選。
2009年（平成21年）8月30日の第45回衆議院議員総選挙では、自由民主党現職の谷畑孝を破り、136,798票を得て、初当選（谷畑は比例復活）。同年10月から衆議院北朝鮮による拉致問題等に関する特別委員会理事に就任し、2011年（平成23年）1月まで務める。2009年12月には、小沢一郎を名誉団長とする小沢訪中団に参加し、中国を訪問した。2012年（平成24年）3月から衆議院厚生労働委員会理事に就任し、同年11月16日の衆議院解散まで務める。
衆議院解散と同時に民主党に「民主党の方向性は、日本の国益にかなうものではない」として離党届を提出し、将来的に自民党に入党する意向を表明した。離党届は受理されず11月21日付で除籍処分を受けた。第46回衆議院議員総選挙では無所属で立候補し、自民党は当初、長尾を推薦する形を取っていたが、12月13日に長尾の応援演説に訪れた自民党総裁の安倍晋三の意向で公認候補となった。重複立候補はできず、日本維新の会に鞍替えした谷畑に敗れて落選した。
2014年（平成26年）12月14日の第47回衆議院議員総選挙に自民党公認で大阪14区から出馬し、維新の党の谷畑に再び敗れるも比例復活で当選。76,555票を得た。当選後の翌15日に首相の安倍から直接誘いを受け、清和政策研究会に入会した。
2017年（平成29年）9月12日に北朝鮮の情勢などを踏まえて、憲法9条の1項と2項を残して自衛隊の存在を明記する改憲に賛成した。同年10月22日の第48回衆議院議員総選挙に自民党公認で大阪14区から出馬し、3選。
2018年（平成30年）の第4次安倍第1次改造内閣で内閣府政務官に就任。
2021年（令和3年）10月31日の第49回衆議院議員総選挙において自民党公認で大阪14区から出馬したが、日本維新の会から谷畑に代わって立候補した青柳仁士に5万票以上の大差で敗れ、比例復活もならず議席を失った。この衆院選で自民党が公認候補を擁立した大阪府内の15選挙区で日本維新の会に全敗したことなどから、党本部が大阪府内の選挙区支部長の公募を行い、大阪14区の支部長は前大阪府議の塩川憲史に差し替えられた。
2024年（令和6年）8月、翌年の第27回参議院議員通常選挙の比例区公認候補として擁立することが自民党から発表された。
2025年（令和7年）7月の第27回参議院議員通常選挙で、自民党は比例代表に特定枠2人を含め計31人の候補者を擁立し、12議席を確保。長尾は34,948票を獲得し、得票数25位（特定枠を含むと27位）で落選した。

## 人物

### 安倍晋三との関係

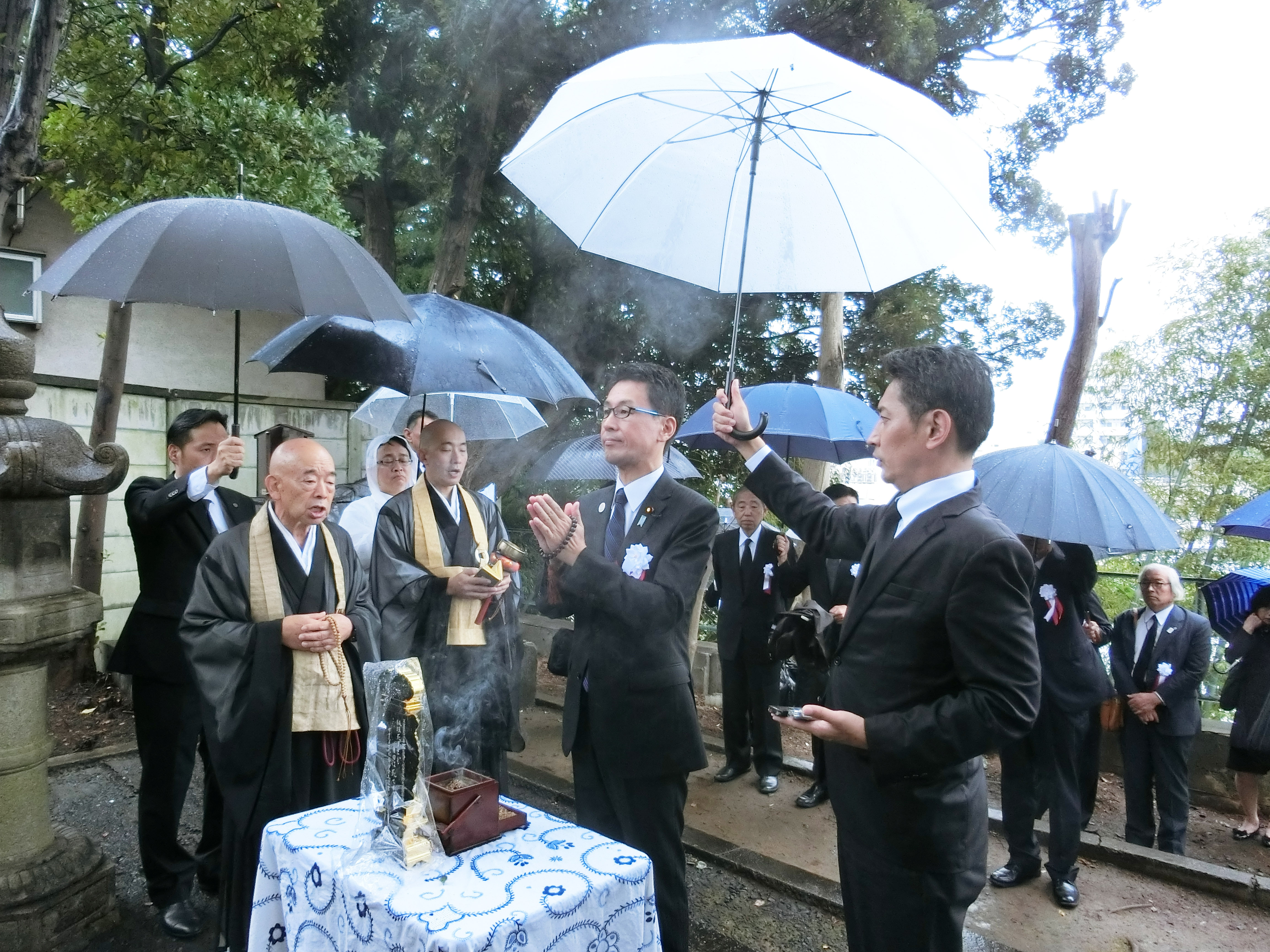
板垣退助百回忌墓前法要（2018年）

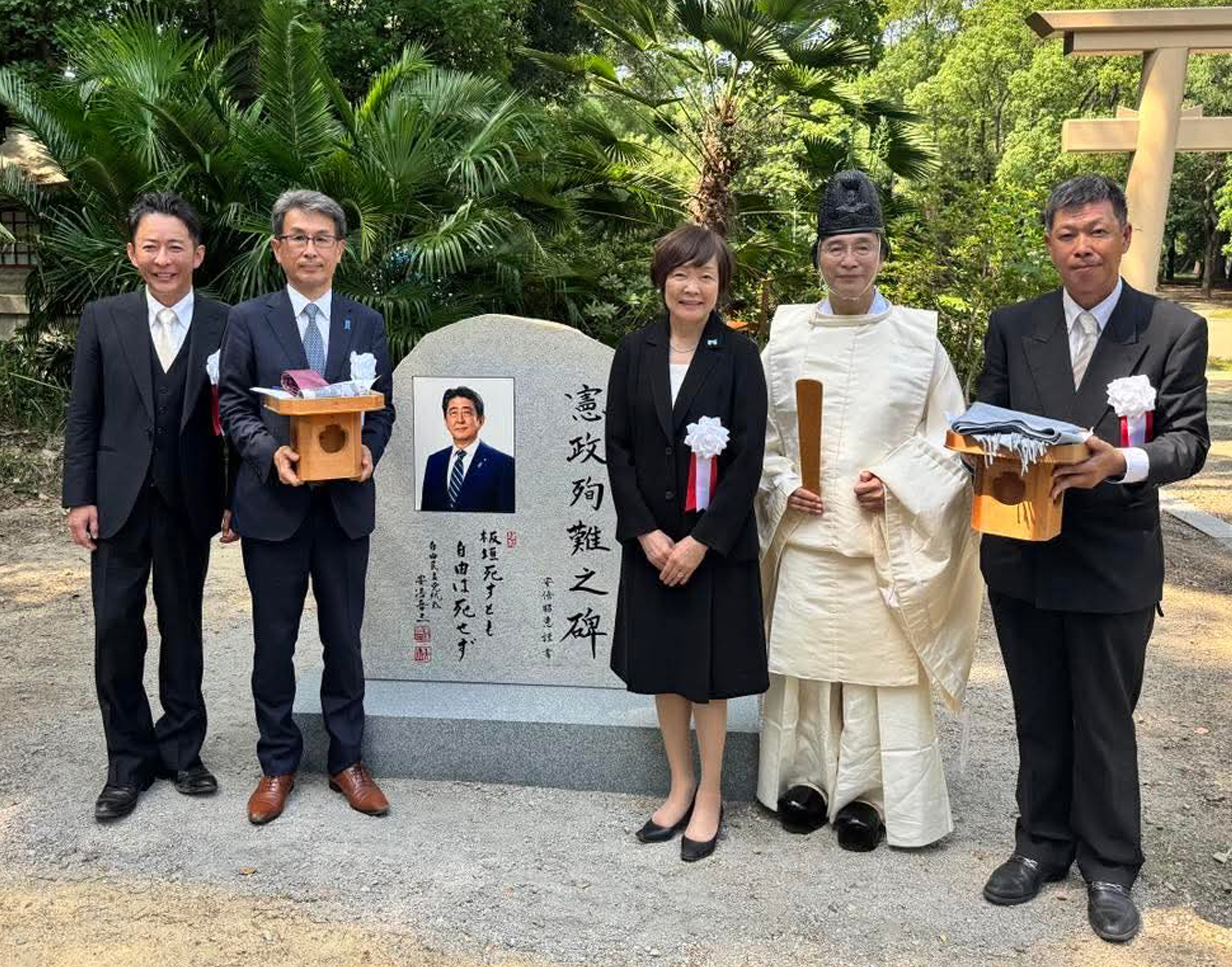
憲政殉難之碑建立除幕式（2025年）

- 民主党議員時代も領土・領海問題に取り組み、一貫して憲法改正を主張していたが、平成24年（2012年）に自民党総裁となった当時の安倍晋三より「長尾さんには民主党は似合いません」とコメントされた事をきっかけとして自民党に移籍[18]。平成28年（2016年）より、明治維新150年・板垣退助百回忌の斎行のために意欲的に取組み、一般社団法人板垣退助先生顕彰会の理事に就任[19]。板垣退助の百回忌に退助の位牌を新調するため、位牌の裏に刻む「板垣死すとも…」の文字を安倍晋三総裁に揮毫してもらうため、板垣家親族とともに尽力。平成30年（2018年）、安倍総理の意を受け自民党代議士を代表し板垣百回忌に臨席した。位牌は2基作られ東京と高知の両菩提寺に奉納されている[20]。これが契機となり、位牌の奉納された高知の退助の菩提寺では、安倍晋三ゆかりの寺として知られることとなり、のちに安倍晋三元総理が銃弾に斃れ、国葬が催された際には、この寺にも国葬遥拝所が設置された[21]。
- 令和7年（2025年）7月6日、安倍晋三元総理追悼三年祭ならびに憲政殉難之碑建立除幕式が大阪護國神社で挙行され、本殿脇に安倍晋三元総理を顕彰する『憲政殉難之碑』が建立された[22]。「憲政殉難之碑」の題字は藤江正鎭が命名し、安倍昭恵夫人が揮毫/除幕をしている[23]。建立除幕式には、参議院議員・青山繁晴、衆議院議員高市早苗秘書・西村日加留。元衆議院議員・長尾たかし、中山泰秀、作家・西村幸祐、山口敬之、岩田温、犯罪被害者家族でありながら受刑者の再犯防止と社会復帰に取り組む職親プロジェクトの関西地域代表・草刈健太郎らが出席した。石碑には安倍氏が生前に「板垣死すとも…」の揮毫をした文字が刻まれており[24]、安倍元総理と昭恵夫人の揮毫が並んだ石碑は全国初となる[25]。

### 統一教会との関係
- 平成29年（2017年）4月8日、世界平和統一家庭連合（旧統一協会）の関連団体「国際勝共連合」の関西支部UNITE KANSAIが大阪市淀川区民会館で開いた学習会に谷川とむや柳本顕・田中学貝塚市議らと参加。長尾らは「若者の政治離れが叫ばれる中、こんなにも純粋で、政治の勉強をしている若者が集まっていることに大変驚き、感動した。勝共UNITEの今後の活動を応援する」と挨拶した[26]。
- 平成29年（2017年）に長尾たかし後援会は統一教会の関連団体「世界平和女性連合」に会費として1万5000円を支払った[27]。
- ジャーナリストの鈴木エイトによると、2017年7月に長尾は中村裕之、工藤彰三とともに統一教会の会合に出席した[28]。

- 令和元年（2019年）10月5日、統一教会の関連団体「天宙平和連合」（UPF-Japan）は、国際会議「ジャパンサミット＆リーダーシップカンファレンス」をホテルナゴヤキャッスルで開催[29][30]。統一教会総裁の韓鶴子や統一教会幹部の梶栗正義やUPF事務総長の魚谷俊輔が壇上に上がった同会議の分科会に長尾はパネリストとして出席し、スピーチした[31]。

- 令和2年（2020年）1月1日、3日、統一教会の機関紙「世界日報」に、長尾と世界日報社社長の黒木正博と櫻井よしこの鼎談が掲載された[32][33][34]。司会は世界日報編集局長の藤橋進だった[33][34]。

- 令和4年（2022年）9月、長尾は旧統一教会の関連団体（平和連合・女性連合・勝共連合・勝共UNITE・UPF・世界日報社）の会合に参加していたことなど、関係があったことを公表し、「反共産主義の思想を持っておりますので、そういう運動していれば、自然と誰もがぶちあたる（接触する）と思う」との持論を述べた[35][36]。また、教団が行っていた霊感商法については、「きっちり反省するところは反省されて、自浄作用を働かせて、社会的問題にならないように被害者が出ないように、努力していたのかなと思っていた」と述べた[35][36]。
- 長尾は『月刊Hanada』2022年11月号に「自民党は信教の自由を侵すのか」という記事を寄稿し、その中で前述の「勝共UNITE」について、「『日本とアジアの平和を守るため、"国内外の共産主義に勝つ”"国内を蝕む文化的な共産主義に勝つ”という"勝共“思想はそのままに、大学生や青年らによる連携したグループとして、さらに各地元に根差し、遊説・演説にとどまらない活動を展開していく』実に頼もしい団体です。私は積極的に行事をともにして参りました」と述べた[37]。さらに、長尾は「このほかにも、保守系出版社として、国会議員ならまず承知しているはずの『世界日報社』。二〇二〇年一月一日の『View point 新年号』では、ジャーナリストの櫻井よしこ先生と『令和の外交と安保―待ったなし憲法改正」というお題で新春座談会をしました。こちらもまた、私としては断る理由が全くなく、むしろ喜んで協力させていただいた次第です」と述べた[37]。

## 政策・主張

### 憲法改正
- 憲法9条の改正に賛成[38]。

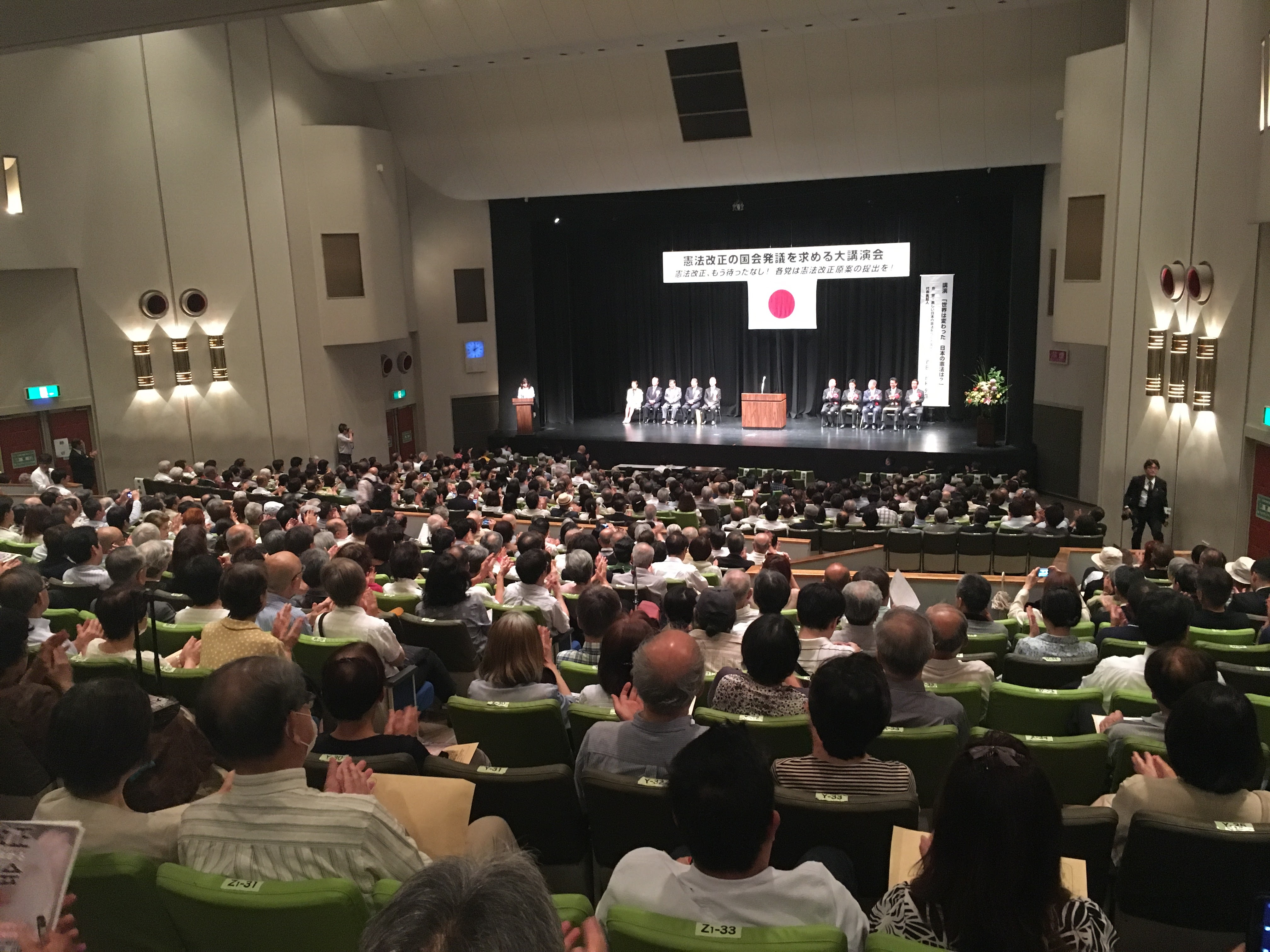
憲法改正の国会発議を求める大講演会

- 憲法9条の1項と2項を残して自衛隊の存在を明記する改憲に賛成[11]。

### 安全保障・治安
- 集団的自衛権の行使に賛成[38]。
- 特定秘密保護法を必要としている[38]。
- 「国旗損壊罪」の新設を目指している[39]。

### 経済・財政
- 2012年の公開アンケートにおいて、消費税を2014年4月に8%、2015年10月に10%まで引き上げる法律が成立したことについて「法律通りに引き上げるべきだ」と回答している[40]。
- 2014年の公開アンケートにおいて、「2017年5月以降に消費税率を10%に引き上げるべきだ」と回答している[41]。
- 2017年の公開アンケートにおいて、消費税を2019年10月に10%に引き上げることについて「賛成」と回答している[42]。
- 「消費税0％の検討」を掲げた『国民を守るための「真水100兆円」令和2年度第2次補正予算に向けた提言』に賛同している[43]。
- TPP参加に慎重な姿勢[44][45]。
- カジノの解禁に賛成[38]。
- 年金の給付水準が下がるのは、負担増が耐えられない為やむをえないとしている[38]。

### エネルギー政策
- 原発は日本に必要としている[38]。

### 歴史認識
- 「村山談話」及び「河野談話」を見直すべきとしている[38]。
- 首相の靖国神社参拝を問題ないとしている[38]。

### 選挙制度・政党
- 外国人参政権に反対[46]。

### 選択的夫婦別姓制度
- 民主党議員時代から選択的夫婦別姓制度に反対している[47]。
- 2010年2月19日、法務省政策会議で選択的夫婦別氏の導入を盛り込んだ民法改正案が提示されると、同日、ブログを更新。「もうこれは意図的に家族崩壊を画策しているとしか考えようが無い」「この法案が通れば、家族と言うものが空中分解する」と強く批判した[48]。
- 2010年3月20日に東京ビッグサイトで開催された「夫婦別姓に反対し家族の絆を守る国民大会」に参加[49][50]。
- 2021年1月30日、長尾ら自民党国会議員有志50人は、47都道府県議会議長のうち同党所属の約40人に、選択的夫婦別姓の導入に賛同する意見書を採択しないよう求める文書を郵送した。地方議員や市民団体は、地方議会の独立性を脅かす行為だとして長尾らを批判した[51][52][53][54][55]。

### その他
- 人権擁護法案に反対[56][57]。
- ヘイトスピーチを法律で規制することに反対[38]。
- 「道徳」を小中学校の授業で教える事に賛成[38]。
- 受動喫煙防止を目的に飲食店などの建物内を原則禁煙とする健康増進法改正に反対。自身は分煙派であると述べており[58]、「他国に倣ってあれもこれも法律で規制する必要はない」「世界に名だたる分煙国家を目指せば良い」と主張している[59]。

## 発言・行動

### 尖閣諸島について
民主党議員時代から複数回、有志議員らと共に尖閣諸島沖で漁業活動を行った。漢文学者の石井望と共同で中国や台湾が領有権を主張する資料への反論の記者会見を行うなどして対外発信に取り組む。

### 民主党について

#### 離党
2012年11月16日午後、国会内の民主党の幹事長室を訪れ、「民主党の方向性は、日本の国益にかなうものではないと考え、離党を決意した。戦後、これほど領土の問題が注目された時期はなかったが、民主党は、私の考え方と遠い方向にいってしまった。」と離党届を提出した。民主党を離党して自民党員となる事を決意したきっかけは、民主党の綱領に関する全議員会議において精神的疲労があった事をFacebookに投稿した際、2012年に自民党総裁となった当時の安倍晋三が「長尾さんには民主党は似合いません。」とコメントした事によると述べた。

### 沖縄における報道と反基地運動団体について
2013年4月、沖縄の状況について、「沖縄のいびつなマスコミ、後押しする左翼勢力、バックにある中国共産党の工作員の存在」と演説。2015年7月には沖縄の名護市辺野古を視察し、新基地建設に反対する市民運動について「反社会的行動」であり周辺住民は困り果てていると自身のTwitterで主張した。2015年6月25日、自民党内の勉強会「文化芸術懇話会」において、「沖縄の特殊なメディア構造を作ったのは戦後保守の堕落だ。沖縄のゆがんだ世論を正しい方向に持っていくためには、どのようなアクションを起こすか。左翼勢力に完全に乗っ取られているなか、大事な論点だ」と発言。同27日、自由民主党幹事長の谷垣禎一は、同党本部で記者会見し、同発言に問題があるとして長尾を厳重注意とした他、同様の発言を行った井上貴博、大西英男を厳重注意とし、さらに同会代表の木原稔・自民党青年局長を同日付で更迭し、1年間の役職停止処分とした。その後、同月30日に、長尾は朝日新聞の取材に対し、「『左翼勢力』という表現は不適切。処分は慎んで受ける」と話す一方で、「沖縄メディアは基地反対運動の反社会的行為を報じていない」と沖縄メディアを改めて批判した。

### 野党議員らのセクハラ抗議活動について
2018年4月22日自身のTwitterに野党議員らが#MeTooのプラカードを掲げる写真に「セクハラはあってはなりません。こちらの方々は私にとって、セクハラとは縁遠い方々」「私は皆さんに、絶対セクハラはいたしませんことを宣言いたします！」と投稿。「その発言こそがセクハラだ」との批判を受け、長尾は投稿を削除し、自身のホームページで「審議を拒否される同時刻、Me Tooと訴える議員諸氏の姿に、憤りを禁じ得なかった」「写真に掲載されている女性議員の皆様に、心からおわびを申し上げる」と謝罪した。

### 板垣退助百回忌顕彰祭の開催に盡力

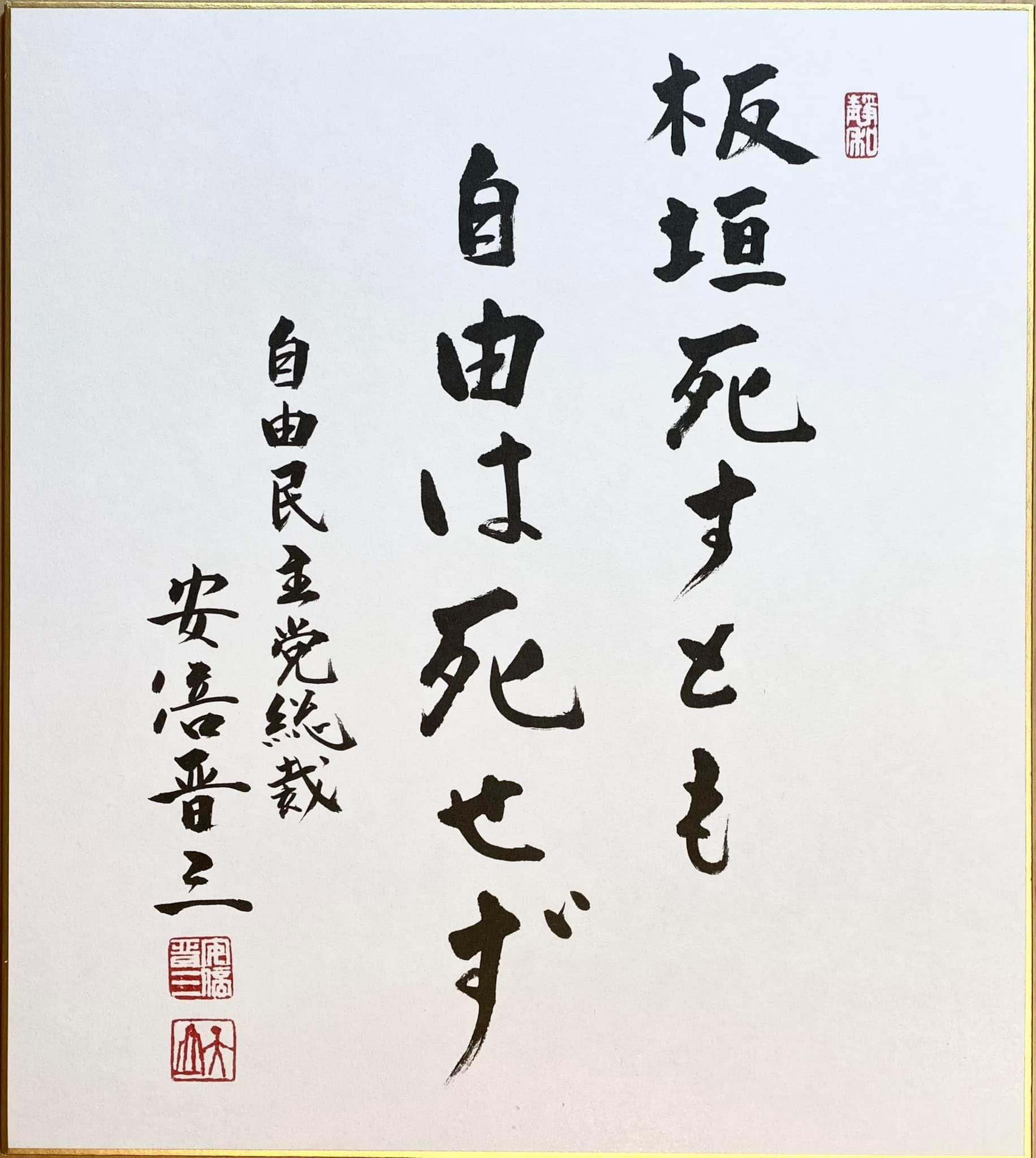
板垣死すとも自由は死せず（安倍晋三書）

平成28年（2016年）より、明治維新150年・板垣退助百回忌の斎行のために意欲的に取組み、一般社団法人板垣退助先生顕彰会の理事に就任。板垣退助の玄孫・髙岡功太郎を代表理事として擁立し、東京・高知・大阪の各方面を回って、共催のための話し合いを行った。NPO法人板垣会の会報冒頭にメッセージを寄せて呼びかけ、平成30年（2018年）7月16日斎行の高知での百回忌法要に盡力、同年9月29日斎行の東京品川での百回忌板垣退助墓前法要では、宮内庁関係者らと共に焼香を行った。

## 不祥事

### 政治資金収支報告書の記載漏れ
2015年7月、長尾の資金管理団体「長尾たかし後援会」が、2012年衆院選前の11月30日に自民党本部から寄付を受けた500万円を、政治資金収支報告書に収入として記載していなかった。長尾の事務所担当者によると、党本部から500万円が同後援会の口座に振り込まれ、同じ日に長尾氏の選挙事務所の口座に移したが、同後援会の政治資金収支報告書に記載せず、長尾の選挙運動費用収支報告書には党本部から直接寄付があったように記載していた。

### 無根拠ネット投稿を拡散呼び掛け
2017年6月に無関係な社員の名前や顔写真を掲載していたネットメディアの「特定の制作会社に実質的に乗っ取られ偏向報道が繰り返されている」「インタビューで都合の良いコメントをする劇団員を雇い国民を洗脳」などの虚偽報道を自身のTwitterで引用して拡散を呼びかけたことを謝罪している。

### パーティー収入不記載
2024年1月31日、自民党清和政策研究会（安倍派）は、政治資金パーティー収入の裏金問題を受け、所属議員に還流したにも関わらず政治資金収支報告書に記載していなかった政治資金パーティー収入の総額を発表。この中で長尾は2020年から2022年の間に計282万円の還流の不記載があったことが明らかとなった。

## 所属団体・議員連盟
- 自民党たばこ議員連盟[77]
- 日本会議国会議員懇談会[78]
- 神道政治連盟国会議員懇談会[78]
- みんなで靖国神社に参拝する国会議員の会[78]
- 文化芸術懇話会[79]
- 朝日新聞を糺す国会議員の会
- 日本の尊厳と国益を護る会 副代表幹事[80]
- 一般社団法人板垣退助先生顕彰会 理事[81][82]
- 対中政策に関する国会議員連盟
- 人権外交を超党派で考える議員連盟 [83]

## 著書
- 『マスコミと政治家が隠蔽する中国』出版共同流通、2014年5月1日。ISBN 978-4905156895。

## 選挙
| 当落 | 選挙                     | 執行日         | 年齢 | 選挙区       | 政党       | 得票数     | 得票率 | 定数 | 得票順位 /候補者数 | 政党内比例順位 /政党当選者数 |
| ---- | ------------------------ | -------------- | ---- | ------------ | ---------- | ---------- | ------ | ---- | ------------------ | ---------------------------- |
| 落   | 第43回衆議院議員総選挙   | 2003年11月09日 | 40   | 大阪府第14区 | 民主党     | 7万8654票  | 35.52% | 1    | 2/3                | 16/10                        |
| 落   | 第44回衆議院議員総選挙   | 2005年09月11日 | 42   | 大阪府第14区 | 民主党     | 8万9142票  | 32.23% | 1    | 2/3                | 35/9                         |
| 当   | 第45回衆議院議員総選挙   | 2009年08月30日 | 46   | 大阪府第14区 | 民主党     | 13万6798票 | 48.37% | 1    | 1/5                | /                            |
| 落   | 第46回衆議院議員総選挙   | 2012年12月16日 | 50   | 大阪府第14区 | 自由民主党 | 6万1503票  | 37.08% | 1    | 2/4                | /                            |
| 比当 | 第47回衆議院議員総選挙   | 2014年12月14日 | 52   | 大阪府第14区 | 自由民主党 | 7万6555票  | 37.88% | 1    | 2/4                | 1/9                          |
| 当   | 第48回衆議院議員総選挙   | 2017年10月22日 | 54   | 大阪府第14区 | 自由民主党 | 7万9352票  | 41.08% | 1    | 1/3                | /                            |
| 落   | 第49回衆議院議員総選挙   | 2021年10月31日 | 58   | 大阪府第14区 | 自由民主党 | 7万29票    | 30.87% | 1    | 2/3                | 21/8                         |
| 落   | 第27回参議院議員通常選挙 | 2025年07月20日 | 62   | 参議院比例区 | 自由民主党 | 3万4948票  |        | 50   | 27/31              | 27/12                        |